# João Lima Guimarães
João Lima Guimarães (Sete Lagoas, 9 de fevereiro de 1893 – Brasília, 19 de maio de 1960) foi um político brasileiro do estado de Minas Gerais.
Foi deputado estadual pelo PTB de 1947 a 1951, sendo substituído pelo Dep. Joaquim Moreira Júnior no período de 19/7 a 4/10/1950. Foi senador da república de 1955 até sua morte, em 1960. Assumiu a vaga de senador pelo estado de Minas Gerais na antiga capital da República, no Rio de Janeiro e encerrou seu mandato na nova capital federal, Brasília.
É tio do escritor João Guimarães Rosa, avô do ex-deputado federal Virgílio Guimarães, bisavô do deputado federal Gabriel Guimarães.[carece de fontes?] É pai do desembargador aposentado Elisson Guimarães e avô do juiz de direito Emílio Guimarães Moura Neto.[carece de fontes?]